# Thomas C. Jerdon
Thomas Caverhill Jerdon (Biddick House, 12 de octubre de 1811-Upper Norwood, 12 de junio de 1872) fue un médico, zoólogo y botánico británico. Fue un ornitólogo pionero que describió numerosas especies de aves en la India. Varias especies de plantas (incluyendo el género Jerdonia) y aves, entre ellas el corredor del Godavarí (Rhinoptilus bitorquatus), llevan su nombre en inglés.

## Primeros años
Thomas, hijo mayor de Archibald Jerdon de Bonjedward, nació en Biddick House en el Condado de Durham, cerca de Jedburgh. Primero estudió en el Bishopton Grove, cerca de Ripon, y más tarde en Bawtry, cerca de Doncaster. Su padre ayudó a despertar su interés por la historia natural y, aunque su padre no es un conocido naturalista, fue un observador cuidadoso; si bien Thomas se interesó principalmente por la zoología, su hermano menor se convirtió en un activo botánico. En 1828, Thomas se inscribió en la Universidad de Edimburgo como estudiante de literatura pero asistió a clases de historia natural con el profesor Robert Jameson. El 23 de junio de 1829 se unió a la Sociedad Pliniana, una asociación de naturalistas (uno de sus miembros fue Charles Darwin). Se graduó como estudiante de medicina entre 1829 a 1830 y continuó sus estudios médicos antes de obtener una licencia de cirujano asistente en servicio de la Compañía Británica de las Indias Orientales. Fue nombrado el 11 de septiembre de 1835 y llegó a Madrás el 21 de febrero de 1836.

## India

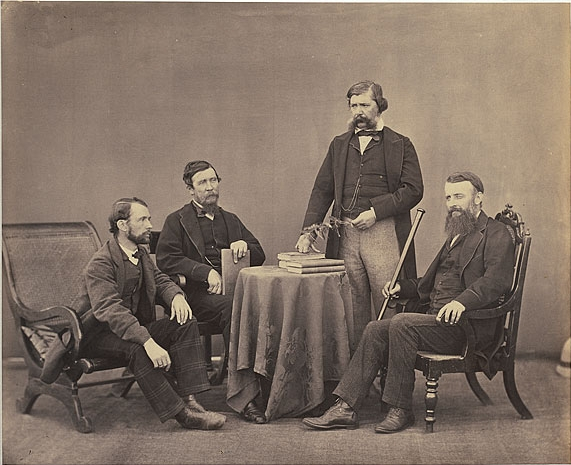
Jerdon (segundo a la izquierda) junto a otros naturalistas.

Su primer trabajo en la India fue en el tratamiento de la fiebre y la disentería que afectó a los soldados destinados en el distrito de Ganjam. Durante este servicio, describió los pájaros de los Ghats orientales. El 1 de marzo de 1837 se movilizó a la Segunda Caballería Ligera y fue enviado a Trichinopoly, desde donde se trasladó con el regimiento hacia Jalnah en el centro de la India. Permaneció en la región del Decán en los próximos cuatro años. En 1841 visitó las colinas Nilgiri y en julio del mismo año se casó con Flora Alexandrina Matilda Macleod, sobrina del general L. W. Watson. Flora tuvo interés en el arte botánico y se interesó por las orquídeas. Hacia 1845 vivió en su Ooty home Woodside (originalmente Woodside perteneció al general Watson) y sus hijos fueron bautizados en la iglesia local de St. Stephens. Seis meses más tarde fue nombrado cirujano civil de Nellore. En Nellore interactuó con las tribus yanadi, obtuvo información sobre los nombres locales de las aves y estudió la historia natural de la zona. El 25 de octubre de 1844 fue trasladado a Fort St. George como asistente cirujano de guarnición. Durante este tiempo se interesó en los peces de la bahía de Bengala. El 12 de febrero de 1847 fue nombrado cirujano civil de Tellicherry: esta posición le permitió describir muchas especies de la región del Malabar, entre ellas hormigas como Harpegnathos saltator. Renunció a este cargo civil, el 3 de junio de 1851, y fue promovido como cirujano en la Cuarta Caballería Ligera en Sagar, el 29 de febrero de 1852. Tras un cese al fuego por las revueltas de 1857, fue nombrado cirujano mayor el 1 de octubre de 1858. Posteriormente fue a Darjeeling dado de baja por enfermedad y estudió la fauna del Himalaya antes de incorporarse en el Undécimo Regimiento de Infantería Nativa en Birmania y haciendo uso de esa oportunidad para estudiar la región. Hacia 1861 una misión hacia el Tíbet que sería comandada por el capitán E. Smythe y Jerdon acompañando al grupo (que incluía al Dr. Stewart del jardín botánico de Saharanpur; al capitán Bassevi, meteorólogo, y Medlicott, geólogo). como botánico, pero al no obtener los pasaportes certificados de Pekín tuvieron que cancelar la misión. En esa misma época, Canning le permitió tomar su asignación especial que le permitiría trabajar en la publicación de una serie de libros de los vertebrados en la India. Esto comenzó con sus trabajos sobre Birds of India, seguido de trabajos sobre mamíferos, reptiles y peces. El 28 de febrero de 1868 se retiró del servicio y se le conferió el cargo honorífico de inspector general adjunto de hospitales en Madrás, el 28 de octubre de 1868. Mientras estuvo en Gauhati, Assam sufrió un severo brote de fiebre y se trasladó a Calcuta para reponerse, pero cuando su estado se deterioró se condujo de su regreso a Inglaterra en junio de 1870. En 1871 se convirtió en miembro de la Sociedad de Historia Natural de Berwickshire y se unió a sus charlas. Su salud, sin embargo, siguió disminuyendo y falleció en Aubyns Road, Upper Norwood, el 12 de junio de 1872, y fue enterrado en West Norwood Cemetery. Flora murió en la Marina 40, el 24 de agosto de 1910, y fue enterrada en el cementerio del condado de Hastings.

## Historia natural
Jerdon comenzó a coleccionar aves casi inmediatamente a su llegada a la India el 21 de febrero de 1836. Envió sus colecciones de aves recogidas durante sus primeros viajes a William Jardine para su identificación, pero en el momento en que llegaron a la residencia de Jardine en Escocia se habían infestado de polillas. Jerdon confió en sus propias identificaciones a partir de entonces y publicó A Catalogue of the Birds of the Indian Peninsula for the Madras Journal of Literature and Science (1839-1840). Este incluye 420 especies, casi duplicando la lista producida anteriormente por el coronel W. H. Sykes.

The want of brief, but comprehensive Manual of the Natural History of India has been long felt by all interested in such inquiries.   At the present, it is necessary to search through voluminous transactions of learned Societies, and scientific Journals, to obtain any general acquaintance with what has been already ascertained regarding the Fauna of India, and, excepting to a few more favorably placed, even these are inaccessible. The issue of a Manual, which should comprise all available information in sufficient detail for the discrimination and identification of such objects of Natural History as might be met with, without being rendered cumbrous by minutiae of synonymy or of history, has therefore long been considered a desideratum.

To meet this want it is proposed to publish a series of such Manuals for all the Vertebrated Animals of India, containing characters of all the classes, orders, families, and genera, and descriptions of all the species of all Mammals, Birds, Reptiles, and Fishes, found in India.
La necesidad de contar con un manual de historia natural de la India breve pero completo ha sido manifestada por todos aquellos interesados en estos temas. En la actualidad, es necesario realizar búsquedas entre las voluminosas actas de las Sociedades, y revistas científicas, para obtener un conocimiento general sobre lo que se ha documentado respecto de la fauna de la India, y excepto por algunos pocos escritos, muchos otros son inaccesibles. Por mucho tiempo se ha considerado deseable disponer de un manual, que abarque toda la información disponible con suficiente detalle para permitir la discriminación e identificación de los elementos de historia natural que es posible encontrar, sin ser apabullado con miríade de detalles o referencias históricas.

Para satisfacer este anhelo es que se propone publicar una serie de manuales sobre todos los animales vertebrados de la India, conteniendo información sobre todas las clases, órdenes, familias, y géneros, y descripciones de todas las especies de mamíferos, aves, reptiles y peces, que se encuentran en la India.
Prospecto en su Birds of India respecto a lo propuesto en The Fauna of British India, Including Ceylon and Burma.

La publicación más importante de Jerdon fue The Birds of India (1862-1864), que incluyó a más de 1008 especies en dos volúmenes con el segundo volumen dividido en dos partes. Este trabajo fue dedicado al Canning y lord Elgin quienes apoyaron la iniciativa.

It is with no ordinary feelings of regret, that the author has to record here the death of the nobleman to whom this work was dedicated. Thus, two Viceroys under whose patronage this book has been planned and carried out, have, in the short space of two years, gone to their long home. Lord Canning, to whom, he may, this contribution to science owes its existence, ever took a lively interest in its progress, and brought it prominently before Lord Elgin, who warmly seconded his predecessor's views; and the author is glad to see that this liberality has been duty appreciated by the scientific world. He trusts that the next Viceroy will see fit to continue the patronage of Government, to enable the author to go on with the rest of his projected manuals. The volumes on Mammals and fishes are both nearly ready for the press, and if the author's special duty is continued, will be commenced immediately, and finished, he hopes, by the end of 1864.
Es sin sentimientos ordinarios de pesar, que el autor registra aquí la muerte del noble a quien le dedicó esta obra. Así, dos virreyes bajo cuyo patrocinio de este libro ha sido planificado y llevado a cabo, en el corto espacio de dos años, se han ido a la eternidad. Lord Canning, a quien esta contribución a la ciencia se debe su existencia, podría decirse que nunca se interesó activamente en su progreso, y anteriormente lo destacó ante Lord Elgin, quien apoyó calurosamente las opiniones de su predecesor; y el autor celebra asimismo ver que esta generosidad haya sido apreciada por el mundo científico. Él confió en que el próximo virrey verá en qué condiciones continuará el patrocinio del Gobierno, para que el autor pueda seguir con el resto de sus manuales proyectados. Los volúmenes sobre mamíferos y peces están casi listos para imprenta, y si se continúa con el servicio especial del autor, se iniciarán de inmediato, y terminarán, tal como se prevé, para finales de 1864.
Jerdon (diciembre de 1863).

Este trabajo no estuvo exento de críticas. Un miembro señaló que Jerdon parecía no darse cuenta de la importancia de la distribución geográfica en el parentesco evolutivo. Jerdon fue un admirador de la clasificación quinariana. La opinión de Jerdon en la teoría de Darwin era que «tal vez, establecía demasiada tensión de las circunstancias externas y fortuitas como la producción de variedades, y no tanto en el poder inherente de cambio» (... perhaps, lays too much stress on external and fortuitous circumstances as producing varieties, and not enough on the inherent power of change.). El crítico también señaló problemas en su uso de las modificaciones de las clases de aves y estados de George Gray: «Continuando también con las fantasías de Kaup, y los locos caprichos de Bonaparte (en sus últimos escritos), no podemos creer que el Dr. Jerdon haya actuado de esa forma por su propia reputación, ni siquiera con prudencia en cuanto a la clase de lectores para quienes sus volúmenes son especialmente destinados» (In thus following the phantasies of Kaup, and the mad vagaries of Bonaparte (in his latest writings), we cannot believe that Dr. Jerdon has acted well for his own reputation, nor wisely as regards the class of readers for whom his volumes are specially intended.). Jerdon documentó los nombres locales de muchas aves a pesar de que no seguía una ortografía consistente para palabras del hindi y urdú.
Una segunda obra importante de Jerdon fue Illustrations of Indian Ornithology, de 1844, que incluyó ilustraciones hecha por artistas indios (algunos de Trichinopoly), sobre el que escribió en sus últimos trabajos:

In 1844, I published a selection of fifty coloured lithographs, chiefly of unfigured birds of Southern India ("Illustrations of Indian Ornithology"); and the excellence and faithfulness of the drawings (the originals of all of which were painted by natives, and half the number, also, lithographed and coloured at Madras) has been universally allowed.
En 1844 publiqué una selección de cincuenta litografías de colores, principalmente de aves no figuradas del sur de la India (Ilustraciones de la ornitología india); la magnificencia y fidelidad de los dibujos (los originales fueron pintados por indígenas, y la mitad de estos fueron litografiados y coloreados en Madrás también) ha sido universalmente admitida.

Otras obras incluyen The Game Birds and Wildfowl of India (1864) y Mammals of India (1874). Tuvo una gran interés por la historia natural y sus estudios incluyen descripciones de plantas, hormigas, anfibios, reptiles, aves, así como los mamíferos. Jerdon fue clave en la redacción de la serie The Fauna of British India, Including Ceylon and Burma. Se consideró la necesidad de un trabajo sobre la fauna de la India y que finalmente fue aprobado por el Secretario de Estado y se colocó bajo la dirección de W. T. Blanford.
R. A. Sterndale menciona una nota de Jerdon sobre una nutria que mantenía como mascota (probablemente en Tellicherry):

As it grew older it took to going about by itself, and one day found its way to the bazaar and seized a large fish from a moplah. When resisted, it showed such fight that the rightful owner was fain to drop it. Afterwards it took regularly to this highway style of living, and I had on several occasions to pay for my pet's dinner rather more than was necessary, so I resolved to get rid of it. I put it in a closed box, and, having kept it without food for some time, I conveyed it myself in a boat some seven or eight miles off, up some of the numerous back-waters on this coast. I then liberated it, and, when it had wandered out of sight in some inundated paddy-fields, I returned by boat by a different route. That same evening, about nine whilst in the town about one and a-half miles from my own house, witnessing some of the ceremonials connected with the Mohurrum festival, the otter entered the temporary shed, walked across the floor, and came and lay down at my feet!
Mientras crecía tardó en ir por sí solo, y un día se abrió camino al bazar y agarró un gran pez de una moplah. Al resistirse el pez, mostró tal lucha que el dueño legítimo se vio obligado a dejarlo atrapar. Posteriormente llevó este estilo de vida con regularidad, y estuve obligado en varias ocasiones de pagar por la cena de mi mascota más de lo necesario, por lo que resolví deshacerse de él. Lo metí en una caja cerrada, y, después de haberlo mantenido sin comida durante algún tiempo, lo transporté en un barco a unas siete u ocho millas de distancia (11 a 13 kilómetros) hacia algunos de los numerosos remansos de esta costa. Luego lo liberé, y, cuando se había alejado de mi vista en algunos arrozales inundados, volví al barco por una ruta diferente. Esa misma noche, alrededor de las nueve, pese a que la ciudad está como a kilómetro y medio de mi casa, soy testigo de algunas de las ceremonias relacionadas con el festival del Muharram, ¡la nutria entró por el cobertizo provisional, caminó por el suelo, vino y se tumbó a mis pies!

Su trabajo sobre los reptiles de la India no se completó y fue solo después de su muerte las pruebas fueron enviados a su domicilio. En 1874 varios volúmenes con sus dibujos originales de reptiles fueron subastados por Sotheby, Wilkinson y Hodge. Algunos de estos ejemplares fueron comprados por lord Lilford. Además de la zoología, también se interesó por la botánica, aunque no publicó sobre el tema y en su lugar comunicó a través de correspondencia a botánicos como Robert Wight. Wight señala que:

I am indebted to Mr. Jerdon for this interesting little plant (Jerdonia indica R. W.), which, as forming the type of a new genus, I have much pleasure in dedicating to the discoverer; an honour well merited by his extensive researches in all branches of organic natural history. Though botany is the last to which he has given his attention, it has already reaped considerable advantage from his energetic application to the study of plants.
Estoy en deuda con el señor Jerdon por esta interesante plantita (Jerdonia indica R. W.), que, al formar una nueva variedad de género, tengo el placer de dedicar al descubridor; un honor bien merecido por sus exhaustivas investigaciones en todas las ramas de la historia natural orgánica. Aunque la botánica es la última a la que se ha dedicado, ha cosechado una considerable ventaja de su aplicación enérgica al estudio de las plantas.

En cuestiones personales, se decía que era descuidado y olvidadizo. Frecuentemente tenía problemas con sus acreedores y en el momento de su deceso se declaró insolvente.
|                            |                                                                       |                                |
| Portada de Birds of India. | Impatiens jerdoniae lleva el nombre de Flora Jerdon por Robert Wight. | Dedicatoria en Birds of India. |

## Escritos
- (1840) «Cuculus himalayanus sp. n.». Madras Journal of Literature and Science. 11: pp. 12—13.
- (1842) «Cuculus venustus sp. n.». Madras Journal of Literature and Science. 13: p. 140.
- (1843-1847) Illustrations of Indian ornithology. Madrás: American Mission Press.
- (1851) «A catalogue of the species of ants found in southern India». Madras Journal of Literature and Science. 17: pp. 103—127.
- (1853) «Catalogue of Reptiles inhabiting the Peninsula of India». Journal of the Asiatic Society of Bengal. 153.
- (1854) «A catalogue of the species of ants found in southern India». Annals and Magazine of Natural History. 13 (2): pp. 45—56.
- (1863) The Birds of India. Volumen I, 1857 (30 de mayo de 1863).
- (1864) The Birds of India. Volumen II, Parte I, 1895 (20 de febrero de 1864).
- (1864) The Birds of India. Volumen III, 1931 (29 de octubre de 1864).
- (1870) «Notes on Indian Herpetology». Proceedings of the Asiatic Society of Bengal (marzo de 1870). pp. 66—85.
- (1874) The mammals of India: natural history. Londres: John Wheldon.

- La abreviatura «Jerdon» se emplea para indicar a Thomas C. Jerdon como autoridad en la descripción y clasificación científica de los vegetales.[21]

## Abreviatura (zoología)
La abreviatura Jerdon  se emplea para indicar a Thomas C. Jerdon como autoridad en la descripción y taxonomía en zoología.